# Die Afrikaanse Patriot
Die Afrikaanse Patriot a fost primul ziar de limbă afrikaans. Primul număr a fost publicat în Paarl, la 15 ianuarie 1876. Inițial revistă lunară, a devenit săptămânal doi ani mai târziu.
Chiar dacă prima ediție a avut doar 50 de abonați, a atras rapid condamnări pentru promovarea afrikaans ca limbă literară, întrucât pe atunci era considerată nimic mai mult decât o variantă de "bucătărie" a limbii olandeze. Din cel de-al treilea an, numărul abonamentelor a crescut la 3.000 datorită sprijinului cititorilor în Republica Transvaal.
Ziarul a pierdut o mare parte din cititori în 1892, când l-a susținut pe Cecil Rhodes în conflictul împotriva președintelui Transvaalului, Paul Kruger. Die Patriot și-a încetat apariția în 1904.